# The Smoakstack Sessions Vol. 2
The Smoakstack Sessions Vol. 2 è un EP della cantante statunitense Kelly Clarkson, pubblicato nel 2012.

## Il disco
L'EP è stato distribuito in accompagnamento alla sua raccolta Greatest Hits – Chapter One e, come il volume precedente The Smoakstack Sessions, uscito nel 2011, è stato registrato presso i The Smoakstack Studios di Nashville (Tennessee).
Il disco consiste di cinque cover: I Never Loved a Man, brano originariamente interpretato da Aretha Franklin, Your Cheatin' Heart di Hank Williams, Walking After Midnight di Patsy Cline, un mash-up di That I Would Be Good di Alanis Morissette e Use Somebody dei Kings of Leon ed infine Lies, brano dei The Black Keys.

## Tracce
1. I Never Loved a Man – 2:47 (Ronnie Shannon)
2. Your Cheatin' Heart – 2:49 (Hank Williams)
3. Walking After Midnight – 4:01 (Alan Block, Donn Hecht)
4. That I Would Be Good/Use Somebody – 3:39 (Alanis Morissette, Glen Ballard,  
Caleb Followill, Nathan Followill, Jared Followill, Matthew Followill)
5. Lies – 3:31 (Dan Auerbach, Patrick Carney)